# Несвітенко Валентин Євгенович
Несвітенко Валентин Євгенович (13 червня 1979, Харків) — український письменник, музичний критик, рок-поет. Відомий також під псевдонімом Валентин Леженда

## Життєпис
Несвітенко Валентин Євгенович народився 13 червня 1979 у м. Харків. У 1996 році закінчив середню школу № 13 м. Харкова. Того ж року вступив до історичного факультету Харківського національного університету імені В. Н. Каразіна за спеціальністю «Всесвітня історія» і у 2001 році закінчив цей виш, отримавши спеціальність «історик, викладач історії та суспільно-політичних дисциплін». З 2001 року — професійний письменник-фантаст.

## Творчість
Цікавість до фантастики виявив ще у школі, де писав переважно невеликі оповідання. Навчаючись у Харківському національному університеті імені В. Н. Каразіна, з весни 2001 року до осені 2003 відвідував засідання філіалу університетського клубу любителів фантастики «Контакт» при Харківському будинку вчених. Тоді ж почав працювати у великих прозових формах — повісті й роману.
Письменницький дебют Валентина Несвітенка відбувся у лютому 2001 р., коли на сторінках науково-популярного й літературно-художнього журналу «Порог» (Кіровоград) було надруковано його оповідання «Тунель». Тоді ж виник і літературний псевдонім, під яким виходили його твори, — Валентин Леженда.
У 2002—2004 роках Валентин Леженда у співавторстві із Віктором Бурцевим, Андрієм Валентиновим та Андрієм Чернецовим бере участь у літературному проєкті «Перехрестя часу» про пригоди «чорного археолога» Бетсі МакДугал, енергійної дівчини-англійки, яка шукає сакральні артефакти. Леженда працював над п'ятьма з шести романів циклу: «Святий острів», «Оскал Анубіса», «Пісня кецаля», «Уакерос», «Ворота Дракона».
Тривалий час працював у жанрі гумористичної фантастики. У 2003—2006 роках ним написано й видано 9 романів, серед яких цикли «Олімпійські хроніки» («Розборки олімпійського рівня», «Античні хроніки», «Непереможний еллін», «Безсмертні герої») та «Русь билинна» («Повість билинних років», «Війни билинних років»).
Пізня літературна творчість (2006—2008) Валентина Леженди відзначається зміною пріоритетів. Автор тяжіє до жанру серйозної наукової фантастики. У цей час ним написано романи «Швидкість Пітьми» у жанрі альтернативної історії, «Не убоюсь я звіра» (кіберпанк-антиутопія), «Ловчий Смерті» (темне містичне фентезі).
У 2010—2011 у співавторстві з Андрієм Чернецовим написано романи «Кінь блідий» (серія «S.T.A.L.K.E.R.»), «Століття самотності» (серія «Населений острів») та «Засліплююча пустота» (серія «Всесвіт Метро 2033»).
З 2014 року починається абсолютно новий етап творчої діяльності Валентина Несвітенка. Він стає співробітником «Артсовета» на інтернет-порталі «Рутрекер», де пише численні рецензії на музичні альбоми різних рок- та метал-груп. З 2015 року Валентин провідний рецензент цієї спільноти. Приблизно з цього ж періоду він починає свою активну діяльність як рок-поет і музичний журналіст.
З 2015 року він стає модератором популярного російськомовного музичного рок- та метал-сайту mastersland com, на якому запускає унікальні триб'ют-проєкти — російськомовні кавер-альбоми відомих західних груп: «Helloween», «Rage», «Edguy», «King Diamond» і «Megadeth». Російськомовні тексти до цих альбомів написані Валентином Несвітенком.
З 2016 року Несвітенко починає активну співпрацю як автор текстів з такими музичними колективами як «Крила», «Темперамент», «Тирада», «Хаме-леоН». Для останніх двох колективів він стає постійним автором лірики. Крім того, Валентин засновує свою власну рок-групу «Perfect Gentlemen», яка записує виключно російськомовні кавери німецької групи «Helloween».
Лауреат жанрової премії «Кинджал Без Імені» (2003).